# Wereldkampioenschappen badminton 2015
De 22ste wereldkampioenschappen badminton werden in 2015 van 10 tot en met 16 augustus gehouden in de Indonesische hoofdstad Jakarta. Dit badmintontoernooi werd georganiseerd door de Wereld Badminton Federatie (BWF).
Er wordt gestreden om vijf titels, te weten:
- Mannen enkelspel
- Vrouwen enkelspel
- Mannen dubbelspel
- Vrouwen dubbelspel
- Gemengd dubbelspel

## Het toernooi
In vier van de vijf onderdelen was de winnaar dezelfde als bij de vorige wereldkampioenschappen. Enkel in het mannen dubbelspel was dit niet het geval.
In het mannen enkelspel stonden Chen Long en Lee Chong Wei net als in 2014 weer tegenover elkaar in de finale. Chen Long was opnieuw de betere van Lee Chong Wei die zich na een dopingschorsing maar nipt wist te plaatsen voor dit toernooi.
In het vrouwen enkelspel kon Carolina Marín haar titel verlengen door Saina Nehwal te verslaan. Nehwal zorgde wel voor de eerste finaleplaats ooit voor India. Thuisspeelster Lindaweni Fanetri haalde verrassend een bronzen medaille. Voor Indonesië was het al meer dan twintig jaar geleden dat het nog een medaille behaalde in het vrouwen enkelspel.
In het heren dubbelspel wonnen thuisspelers Mohammad Ahsan en Hendra Setiawan van Liu Xiaolong en Qui Zihan nadat ze in de halve finale te sterk waren voor de grote favorieten Lee Yong-dae en Yoo Yeon-seong.
In het vrouwen dubbelspel konden Tian Qing en Zhao Yunlei hun titel verlengen. Het duo was sterker dan de Denen Christinna Pedersen en Kamilla Rytter Juhl. In tegenstelling tot de vorige jaren kon China maar één medaille veroveren in dit onderdeel.
In het gemengd dubbelspel was China wel dominant. Zhang Nan en Zhao Yunlei verlengden hun titel. In de halve finale hadden ze het wel erg moeilijk met thuisspelers Tontowi Ahmad en Liliyana Natsir.

## Belgische deelnemers
Voor België kwamen de volgende deelnemers in actie.
| Naam                            | Onderdeel         | Resultaat | Tegenstanders (uitslagen)                                                                    |
| ------------------------------- | ----------------- | --------- | -------------------------------------------------------------------------------------------- |
| Yuhan Tan                       | mannen enkelspel  | 1e ronde  | 1R: Zi Liang Derek Wong (14-21, 8-13 opgave)                                                 |
| Mattijs Dierickx Freek Golinski | mannen dubbelspel | 2e ronde  | 1R: Mario Cuba / Martin Del Valle (21-12, 21-18) 2R: Liu Xiaolong / Qui Zihan (11-21, 12-21) |

## Nederlandse deelnemers
Voor Nederland kwamen de volgende deelnemers in actie. 
| Naam                              | Onderdeel          | Resultaat   | Tegenstanders (uitslagen) |
| --------------------------------- | ------------------ | ----------- | --- |
| Erik Meijs                        | mannen enkelspel   | 1e ronde    | 1R: Parupalli Kashyap (17-21, 10-21) |
| Soraya De Visch Eijbergen         | vrouwen enkelspel  | 1e ronde    | 1R: Lindaweni Fanetri (13-21, 15-21) |
| Jacco Arends Jelle Maas           | mannen dubbelspel  | 1e ronde    | 1R: Michael Fuchs / Johannes Schoetller (18-21, 18-21)                                                                                    |
| Eefje Muskens Selena Piek         | vrouwen dubbelspel | 3e ronde    | 1R: bye 2R: Chiang Kai Hsin / Wu Fang Chien (21-10, 21-10) 3R: Tian Qing / Zhao Yunlei (12-21, 18-21)                                     |
| Samantha Barning Iris Tabeling    | vrouwen dubbelspel | 1e ronde    | 1R: Pia Zebadiah Bernadeth / Rizki Amelia Pradipta (17-21, 21-15, 16-21)                                                                  |
| Jorrit de Ruiter Samantha Barning | gemengd dubbelspel | 2e ronde    | 1R: Gaetan Mittelheisser / Audrey Fontaine (21-19, 21-18) 2R: Edi Subaktiar / Gloria Emanuelle Widjaja (13-21, 15-21)                     |
| Jacco Arends Selena Piek          | gemengd dubbelspel | Kwartfinale | 1R: bye 2R: Ronan Labar / Emilie Lefel (21-18, 22-20) 3R: Lu Kai / Huang Yaqiong (18-21, 26-24, 23-21) KF: Xu Chen / Ma Jin (9-21, 18-21) |

## Medailles
| Onderdeel          | Goud                           | Zilver                                  | Brons                                    |
| ------------------ | ------------------------------ | --------------------------------------- | ---------------------------------------- |
| Mannen enkelspel   | Chen Long                      | Lee Chong Wei                           | Kento Momota                             |
| Mannen enkelspel   | Chen Long                      | Lee Chong Wei                           | Jan Ø. Jørgensen                         |
| Vrouwen enkelspel  | Carolina Marín                 | Saina Nehwal                            | Sung Ji-hyun                             |
| Vrouwen enkelspel  | Carolina Marín                 | Saina Nehwal                            | Lindaweni Fanetri                        |
| Mannen dubbelspel  | Mohammad Ahsan Hendra Setiawan | Liu Xiaolong Qui Zihan                  | Lee Yong-dae Yoo Yeon-seong              |
| Mannen dubbelspel  | Mohammad Ahsan Hendra Setiawan | Liu Xiaolong Qui Zihan                  | Hiroyuki Endo Kenichi Hayakawa           |
| Vrouwen dubbelspel | Tian Qing Zhao Yunlei          | Christinna Pedersen Kamilla Rytter Juhl | Nithya Krishinda Maheswari Greysia Polii |
| Vrouwen dubbelspel | Tian Qing Zhao Yunlei          | Christinna Pedersen Kamilla Rytter Juhl | Naoko Fukuman Kurumi Yonao               |
| Gemengd dubbelspel | Zhang Nan Zhao Yunlei          | Liu Cheng Bao Yixin                     | Tontowi Ahmad Liliyana Natsir            |
| Gemengd dubbelspel | Zhang Nan Zhao Yunlei          | Liu Cheng Bao Yixin                     | Xu Chen Ma Jin                           |

### Medailleklassement
| Plaats | Land       | Goud | Zilver | Brons | Totaal |
| 1      | China      | 3    | 2      | 1     | 6      |
| 2      | Indonesië  | 1    | 0      | 3     | 4      |
| 3      | Spanje     | 1    | 0      | 0     | 1      |
| 4      | Denemarken | 0    | 1      | 1     | 2      |
| 5      | India      | 0    | 1      | 0     | 1      |
| 5      | Maleisië   | 0    | 1      | 0     | 1      |
| 7      | Japan      | 0    | 0      | 3     | 3      |
| 8      | Zuid-Korea | 0    | 0      | 2     | 2      |
| Totaal | Totaal     | 5    | 5      | 10    | 20     |